# یواس‌اس پینک (۱۸۶۳)
یواس‌اس پینک (۱۸۶۳) (به انگلیسی: USS Pink (1863)) یک کشتی بود که طول آن 110’ 4” بود. این کشتی در سال ۱۸۶۳ ساخته شد.